# Saxifraga mutata
Espèce
Classification phylogénétique
Saxifraga mutata (nom vernaculaire : Saxifrage variable) est une espèce végétale appartenant au genre des saxifrages (Saxifraga) et à la famille des Saxifragaceae.
Cette plante est sur la liste des espèces végétales protégées sur l'ensemble du territoire national français.

## Description
Cette grande saxifrage est une plante herbacée vivace ayant une taille comprise entre 10 et 60 centimètres. Les feuilles ont une taille de 10 à 60 millimètres de long et de 7 à 12 millimètres de large, et ont une forme rectangulaire. Ces dernières sont émoussées, charnues, foncées et brillantes. La tige a de nombreuses feuilles mais celles-ci ont plus une forme de spatule. Les fleurs sont pointues, jaune-orangé et ont des pétales d'une longueur de 5 à 8 millimètres.
Sa période de floraison est de juin à août.

## Habitat
La saxifrage variable se trouve dans les Alpes et les Préalpes. Elle pousse notamment dans des zones humides sur des rochers (sur des roches de type conglomérats, du grès, de la marne, de l'ardoise...) ainsi que sur des sols argileux à des altitudes comprises entre 800 et 2 200 mètres.